# Jezus chodzi po jeziorze
Jezus chodzi po jeziorze − jeden z 37 cudów Jezusa opisanych w Ewangeliach kanonicznych. Opisy tego cudu znajdują się w ewangeliach: Marka (6,45–52), Mateusza (14,22–33) i Jana (6,15–21).

## Treść przekazu ewangelicznego
Wydarzenie miało miejsce na Jeziorze Galilejskim w toku działalności Jezusa w Galilei. Apostołowie wyprzedzili Chrystusa w przeprawie na drugi brzeg, ku Betsaidzie. Gdy przeprawiając się w łodzi lub łodziach, znaleźli się na środku jeziora, nagle spostrzegli kroczącego ku nim po wodzie Jezusa. W Ewangelii Mateusza również Piotr Apostoł zaczął iść w kierunku Mistrza z Nazaretu.
Wyrażenie chodzić po wodzie dzięki wpływowi chrześcijaństwa na kulturę na stałe weszło do różnych języków, oznaczając robienie rzeczy niemożliwych, przekraczających ludzkie możliwości. Motyw obecny jest w sztuce, również w pieśniach religijnych.

## Synopsa tekstów zawierających opis cudu
Dwie spośród ewangelii synoptycznych zawierają opis chodzenia po wodzie − Marek i Mateusz. Opis znajduje się również u Jana.
Trzy opisy mają wspólne następujące elementy:
- uczniowie znajdują się na wodzie jeziora wieczorową porą (Mt 14,24; Mk 6,47; J 6,17);
- Jezus chodzi po wodzie (Mt 14,25; Mk 6,48; J 6,19);
- Jezus mówi: «Ja jestem, nie bójcie się!» (Mt 14,27; Mk 6,50; J 6,20);

Różnice dotyczą:
- rozstania się z tłumami po cudownym drugim rozmnożeniu chleba: u Marka i Mateusza Jezus zajmuje się tłumem, żegna go i potem wstępuje na górę; u Jana Chrystus wie wcześniej, że tłum chce obwołać go królem i dlatego chroni się na górze;
- sposobu znalezienia się uczniów w barce/barkach: u synoptyków to Jezus nakazuje Apostołom udanie się na drugi brzeg i czyni to zanim sam uda się na górę; u Jana inicjatywa odpłynięcia wychodzi od samych uczniów, czynią to po odejściu Mistrza na górę;
- Piotrowego kroczenia po wodzie: tylko Mateusz zanotował opis próby Piotra.

Teksty w tabeli zostały zaczerpnięte z Biblii Tysiąclecia.
| Ewangelia Marka rozdz. 6 | Ewangelia Mateusza rozdz. 14 | Ewangelia Jana rozdz. 6 |
| --- | --- | --- |
| 45Zaraz też przynaglił swych uczniów, żeby wsiedli do łodzi i wyprzedzali Go na drugi brzeg, do Betsaidy, zanim odprawi tłum.              | 22Zaraz też przynaglił uczniów, żeby wsiedli do łodzi i wyprzedzili Go na drugi brzeg, zanim odprawi tłumy. | |
| 46Gdy rozstał się z nimi, odszedł na górę, aby się modlić.                                                                                 | 23Gdy to uczynił, wyszedł sam jeden na górę, aby się modlić. Wieczór zapadł, a On sam tam przebywał. | 15Gdy więc Jezus poznał, że mieli przyjść i porwać Go, aby Go obwołać królem, sam usunął się znów na górę.                                                                   |
| 47Wieczór zapadł, łódź była na środku jeziora, a On sam jeden na lądzie.                                                                   | | 16O zmierzchu uczniowie Jego zeszli nad jezioro 17i wsiadłszy do łodzi przeprawili się przez nie do Kafarnaum. Nastały już ciemności, a Jezus jeszcze do nich nie przyszedł. |
| 48Widząc, jak się trudzili przy wiosłowaniu, bo wiatr był im przeciwny,                                                                    | 24Łódź zaś była już sporo stadiów oddalona od brzegu, miotana falami, bo wiatr był przeciwny. | 18Jezioro burzyło się od silnego wichru. |
| około czwartej straży nocnej przyszedł do nich, krocząc po jeziorze, i chciał ich minąć.                                                   | 25Lecz o czwartej straży nocnej przyszedł do nich, krocząc po jeziorze. | 19Gdy upłynęli około dwudziestu pięciu lub trzydziestu stadiów, ujrzeli Jezusa kroczącego po jeziorze i zbliżającego się do łodzi.                                           |
| 49Oni zaś, gdy Go ujrzeli kroczącego po jeziorze, myśleli, że to zjawa, i zaczęli krzyczeć. 50Widzieli Go bowiem wszyscy i zatrwożyli się. | 26Uczniowie, zobaczywszy Go kroczącego po jeziorze, zlękli się myśląc, że to zjawa, i ze strachu krzyknęli. | I przestraszyli się. |
| Lecz On zaraz przemówił do nich: «Odwagi, Ja jestem, nie bójcie się!».                                                                     | 27Jezus zaraz przemówił do nich: «Odwagi! Ja jestem, nie bójcie się!». | 20On zaś rzekł do nich: «To Ja jestem, nie bójcie się!». |
| | 28Na to odezwał się Piotr: «Panie, jeśli to Ty jesteś, każ mi przyjść do siebie po wodzie!» 29A On rzekł: «Przyjdź!» Piotr wyszedł z łodzi, i krocząc po wodzie, przyszedł do Jezusa. 30Lecz na widok silnego wiatru uląkł się i gdy zaczął tonąć, krzyknął: «Panie, ratuj mnie!» 31Jezus natychmiast wyciągnął rękę i chwycił go, mówiąc: «Czemu zwątpiłeś, małej wiary?». | |
| 51I wszedł do nich do łodzi, a wiatr się uciszył.                                                                                          | 32Gdy wsiedli do łodzi, wiatr się uciszył. | 21Chcieli Go zabrać do łodzi, ale łódź znalazła się natychmiast przy brzegu, do którego zdążali.                                                                             |
| 52Oni tym bardziej byli zdumieni w duszy, że nie zrozumieli sprawy z chlebami, gdyż umysł ich był otępiały.                                | 33Ci zaś, którzy byli w łodzi, upadli przed Nim, mówiąc: «Prawdziwie jesteś Synem Bożym». | |